# Eko Atlantic
Eko Atlantic, offiziell Nigeria International Commerce City, auch bekannt als Eko Atlantic City, ist eine Planstadt südlich von Victoria Island im nigerianischen Bundesstaat Lagos, die auf Land gebaut wird, welches dem Atlantischen Ozean abgerungen wurde. Auf dem mit Sand aufgeschütteten Gebiet ist die Errichtung mehrerer Wolkenkratzer geplant. Durch das ambitionierte Projekt soll ein neues Finanzzentrum in Afrika entstehen. Daneben soll Wohnraum für ca. 300.000 Menschen geschaffen werden und 150.000 neue Arbeitsplätze entstehen, wodurch die rasant wachsende Megastadt Lagos entlastet werden soll.
Der aufgeschüttete Grund und ein Deich (Great Wall of Lagos), der die Stadt vor dem Meer schützen soll, wurden inzwischen fertiggestellt. Derzeit (Stand 2019) sind mehrere Hochhäuser auf dem Gebiet sowie große Teile des Straßennetzes der Planstadt errichtet worden.

## Distrikte
Die Stadt soll aus folgenden 10 Distrikte bestehen:
- Harbour Lights
- Business District
- Marina
- Downtown
- Eko Island
- Avenues
- Four Bridges
- Eko Drive
- East Side Marina
- Ocean Front

## Überblick

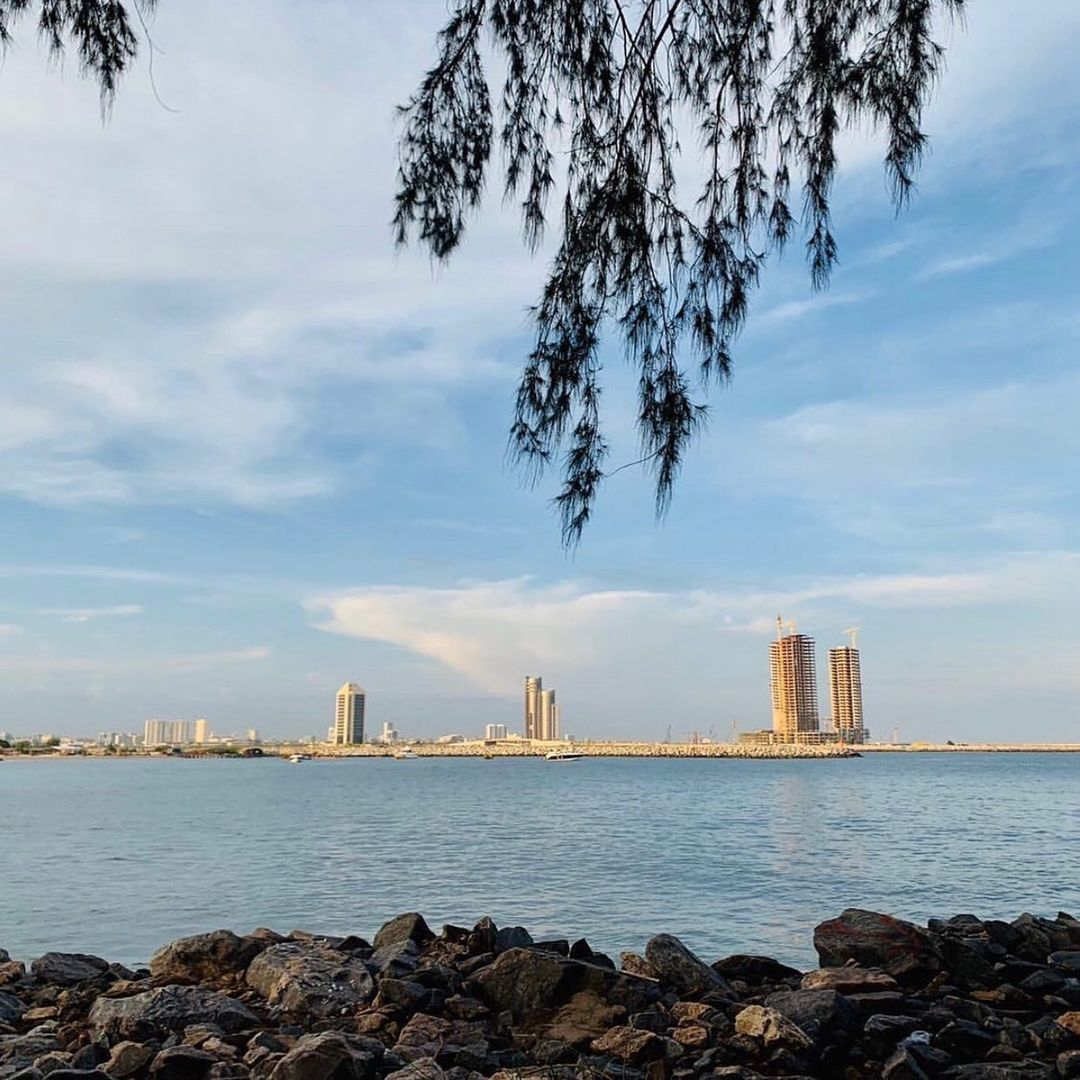
Skyline (Stand 2020)

Die Entwicklung von Eko Atlantic wird als öffentlich-private Partnerschaft durchgeführt, wobei private Unternehmen und Investoren die Finanzierung übernehmen, während die Regierung von Lagos mit Unterstützung der nigerianischen Regierung ein strategischer Partner ist. Die Auftragnehmer sind die China Communications Construction Group, ein Unternehmen, das auf dem Gebiet des Ausbaggerns und des Deponiebetriebs tätig ist. Berater sind Royal Haskoning (Verkehrs- und Transportexpertise) und ar+h Architects. South Energyx Nigeria, eine Tochtergesellschaft der Chagoury Group, wurde eigens gegründet, um die Entwicklung des Projekts zu übernehmen. Der Uferdamm mit 100.000 je fünf Tonnen schweren Betonblöcken wurde mit dänischer Hilfe errichtet und soll auch einem Jahrhundertsturm standhalten können. Kreditgeber sind KBC, BNP Paribas, Fortis und mehrere einheimische Banken.
Eko Atlantic soll den Bedarf an Finanz-, Gewerbe-, Wohn- und Touristenunterkünften mit einer Infrastruktur nach modernen Umweltstandards decken. Diese Standards bieten den Bewohnern der Stadt Wasser-, Abfallwirtschafts-, Sicherheits- und Transportsysteme. Die Stadt wird auch über eine eigenständige Elektrizitätsversorgung verfügen, da in Lagos Stromausfälle häufig sind.

## Geschichte
Die Landaufschüttung für das Projekt begann im Jahr 2008. Bis Mai 2009, als sich das Projekt noch in der Anfangsphase befand, wurden rund 3.000.000 Kubikmeter Sand eingefüllt und in das Aufbereitungsgebiet verbracht, während rund 35.000 Tonnen Gestein an den Standort geliefert wurden.
2013 wurde das aufgeschüttete Land auf einer feierlichen Eröffnung eingeweiht. Zur Veranstaltung kamen der damalige nigerianische Präsident Goodluck Jonathan, der damalige Gouverneur von Lagos Babatunde Fashola und der ehemalige US-amerikanische Präsident Bill Clinton.

## Kritik
Das Projekt wurde von Anwohnern kritisiert, da andauernde Bauarbeiten zu Küstenerosion und Überspannungen geführt hätten. Dadurch sei Meerwasser durch Wohngebiete geströmt, Zufahrtsstraßen überflutet worden und Strommasten abgebrochen, wodurch die Bewohner in der Umgebung zur Umsiedlung gezwungen werden. Die Landesregierung von Lagos wird auch dafür kritisiert, dass sie die Menschen nicht genug in das Projekt einbezogen hat. 2012 starben 16 Menschen bei Überflutungen in der unmittelbaren Umgebung des Projekts. Fehler bei der Sandaufschüttung wurden später dafür verantwortlich gemacht. Bei der Durchführung der Bauarbeiten wurden grundlegende Standards nicht eingehalten, so wurde z. B. ein Umweltgutachten erst 3 Jahre nach Baubeginn erstellt.
Laut den Entwicklern wird der errichtete Schutzwall ganz Lagos vor Überflutungen schützen und die Erosion der Küste aufhalten. Kritiker behaupten allerdings, dass Flutwellen lediglich umgelenkt würden und an anderen Stellen umso schlimmere Schäden anrichten würden.